# عین ادان

نمایی از منطقه عین ادان

عین ادان (به عربی: عین أدان) یک شهرداری در الجزایر است که در استان سیدی بلعباس واقع شده‌است.